# 贺东平
贺东平（1962年2月—），男，汉族，吉林榆树人，中共党员，中华人民共和国政治人物。

## 人物经历
曾任中共吉林省委副秘书长、办公厅主任，现任吉林省人大常委会副主任。2023年1月，换届不再担任吉林省人大常委会副主任。但继续担任吉林省人大常委会党组成员。